# Edmunds Demiters
Edmunds Demiters (ur. 7 czerwca 1963) – łotewski przedsiębiorca i polityk, poseł na Sejm Republiki Łotewskiej, od 2013 do 2014 przewodniczący Partii Reform.

## Życiorys
Z wykształcenia prawnik, ukończył studia na Uniwersytecie Łotwy w Rydze. Od początku lat 90. związany z biznesem. Był doradcą prawnym w przedsiębiorstwie Jaunpagasts działającym w branży alkoholowej. Pozostał następnie w tym samym sektorze, wchodząc w skład zarządów producentów napojów alkoholowych (m.in. Latvijas Balzams), a w 2001 obejmując stanowisko prezesa zarządu Jaunalko.
W 2011 przyłączył się do tworzonej przez byłego prezydenta Valdisa Zatlersa Partii Reform Zatlersa. W wyborach w tym samym roku uzyskał mandat posła na Sejm XI kadencji. Od 2013 do 2014 stał na czele Partii Reform. Po zakończeniu kadencji Sejmu w 2014 powrócił do działalności biznesowej, wchodząc w skład zarządów spółek prawa handlowego. Został także doradcą ministra spraw wewnętrznych. W 2017 z ramienia Jedności uzyskał mandat radnego gminy Talsi, który wykonywał do 2021.